# Танок драконів (війна)
Танок Драконів — війна, яка йшла у вигаданому світі, зображеному в серії книг Джорджа Мартіна «Пісня льоду та вогню», а також у серіалі «Дім Дракона». Її вели єдинокровні брат і сестра Рейніра та Ейгон Таргарієни, які претендували на Залізний трон; характерною особливістю конфлікту стало використання обома сторонами драконів.

## Передісторія
Основи конфлікту було закладено за правління короля Вестероса Візериса I. У першому шлюбі з Еєммою Аррен у монарха народилася тільки одна дочка, Рейніра, і саме її він зробив офіційною спадкоємицею. Однак пізніше Візеріс одружився вдруге, з дочкою правиці Отто Алісент Хайтауер, і та почала народжувати йому синів. Традиційне андальське право передбачало успадкування престолу по чоловічій лінії, а тому багато лордів були впевнені, що престол повинен перейти до сина Алісента принца Ейгона ; проте Візеріс так і не змінив свій заповіт.
Ще за життя короля його двір розділився на дві партії — прихильників Рейніри та Алісент («чорних» та «зелених» відповідно — за кольорами суконь принцеси та королеви). Візеріс відіслав дочку на Драконів Камінь, у родове володіння Таргарієнів, але цим зіграв на руку її ворогам: Ейгону, що залишився в Королівській Гавані, було набагато легше захопити престол у вирішальний момент.
Так і сталося. Коли Візеріс помер від хвороби, Королівська рада, що екстрено зібралася, вирішила визнати королем Ейгона; проти висловився лише майстер над монетою, який тут же був убитий командувачем Королівської гвардії Крістоном Колем. Рейніра, дізнавшись про це, оголосила себе королевою. Почався конфлікт, який охопив весь континент.

## Хід війни
Обидва претенденти на престол намагалися схилити на свій бік лордів Вестероса. Рейніру підтримали її другий чоловік колишній командувач столичної варти Деймон Таргарієн (брат Візериса I), батько першого чоловіка лорд Дріфтмарка Корліс Веларіон, який командував величезним флотом, а також правителі Півночі Старки, Аррени з Долини, багато лордів Простора, Таллі. Тирелли зайняли нейтральну позицію, Ланністери та Баратеони стали на бік Ейгона. Син Рейніри Люцеріс Веларіон прилетів у Штормову Межу, щоб укласти союз із лордом Борросом Баратеоном, але зустрівся там із молодшим братом Ейгона Еймондом і загинув у сутичці. Це призвело до жорстокості обох сторін. Найняті коханкою Деймона куртизанкою Місарією люди проникли в Червоний замок і вбили одного з синів Ейгона II на очах його матері та бабки Алісенти.
У наступні роки бойові дії зі змінним успіхом йшли в Річкових землях та Просторі. Триархія втрутилася у війну за Ейгона. У боях брали участь і представники королівської династії верхи на своїх драконах. У битві біля Грачиного Притулку загинула дружина Корліса Веларіона Рейніс Таргарієн, Ейгон в одній із битв отримав множинні рани та опіки, у Харренхоллі склав голову принц-регент Еймонд. Рейнірі вдалося зайняти столицю і зійти на Залізний трон, але жителі міста незабаром повстали, незадоволені підвищенням податків та стратами. Королева втекла на Драконів Камінь, але й цю фортецю невдовзі взяли вороги. Ейгон віддав свою сестру-суперницю Рейніру на розшматування дракону.
Війна цьому не закінчилася, хоча Корліс Веларіон перейшов на бік «зелених». Лорди Трезубця розгромили армію лорда Борроса Баратеона та рушили на столицю. Радники Ейгона запропонували йому здатися, а отримавши відмову, отруїли його. Новим королем став малолітній син Рейніри Ейгон III. Це не стало безумовною перемогою «чорних»: нового монарха одружили з дочкою Ейгона II, регентську раду при ньому сформували з представників обох протиборчих партій, а вбивць колишнього короля стратили. Таким чином Танок Драконів закінчився ріками крові і компромісом.

## У сучасній культурі
Танок Драконів згадується в романах Джорджа Мартіна з основної частини циклу «Пісня льоду й полум'я». Більш детальна розповідь про нього з'явилася пізніше, у псевдохроніках «Світ льоду та полум'я» та «Полум'я та кров». «Танок» став основою сюжету серіалу «Дім Дракона».
Сам Мартін назвав історичним прообразом Танку Драконів громадянську війну в Англії 1135—1154 років, коли права на престол Матильди, заповідані їй батьком Генріхом I Боклерком, були оскаржені двоюрідним братом принцеси Стефаном. Останній обгрунтовував свої претензії переважно тим, що він — чоловік.
Дослідники творчості Мартіна відзначають, що Танок Драконів за своїми масштабами і драматизмом перевершує Війну П'яти Королів, зображену в романах письменника і в серіалі «Гра престолів».